# Морган, Пэдди
Пэ́дди Мо́рган (англ. Paddy Morgan, род. 7 января 1943 года в Белфасте, Северная Ирландия) — ирландский бывший профессиональный игрок в снукер и английский бильярд.

## Биография и карьера
Морган родился в северном Белфасте, в районе Ардойн. В детстве он увлекался гэльским футболом. В бильярд Пэдди начал играть в 13 лет. Вскоре он познакомился с Томом Маккэнном, участником одной из сильнейших снукерных команд Северной Ирландии, и Том стал его тренером.
В 1968 Морган представлял Ирландию на чемпионате мира среди любителей в Австралии, и достиг полуфинала турнира. Тем не менее, лучшим в любительской карьере игрока стал 1967 год, когда он выиграл множество крупных любительских турниров Ирландии.
В 1970 году Пэдди Морган вернулся в Австралию, чтобы сыграть уже на профессиональном чемпионате мира по снукеру. Его выступление оказалось неудачным: он не только не вышел из группы, но и потерпел техническое поражение в матче против Рэя Риардона из-за того, что не прибыл на последнюю игровую сессию.
Морган остался жить в Австралии (в Сиднее), а через несколько лет получил гражданство этой страны. Он продолжал играть в бильярд на высоком уровне: в 1972 стал победителем профессионального турнира по английскому бильярду World Open, в 1974 дошёл до 1/8 финала снукерного чемпионата мира, а в 1976 и 1977 был финалистом чемпионата Австралии по снукеру среди профессионалов. На протяжении четырёх сезонов он числился в мировом рейтинге снукеристов; его наивысшая позиция — 25-я.
В настоящее время Пэдди Морган по-прежнему проживает в Сиднее, периодически навещая родной Белфаст.